# KNU/KNLA Peace Council
Das KNU/KNLA Peace Council (ausgeschrieben Karen National Union / Karen National Liberation Army Peace Council auch Karen Peace Council KPC Birmanische Sprache ကရင်အမျိုးသား လွတ်မြောက်ရေး တပ်မတော် (ငြိမ်းချမ်းရေးကောင်စီ) karainaamyoesarr lwatmyawwatrayy tautmataw (ngyaaimhkyamrayykaunghce) Karen National Liberation Army (Friedensrat)) ist eine bewaffnete ethnisch kontrollierte Organisation in Myanmar.

## Geschichte
Das KNU/KNLA Peace Council entstand am 31. Januar 2007 aus Teilen der Karen National Liberation Army KNLA, Brigade 7, nachdem die politische Führung der Karen, die Karen National Union KNU den Oberbefehlshaber der Brigade Saw Htein Maung entlassen hatte. Saw Htein Maung hatte Waffenstillstandsverhandlungen mit der Militärregierung ohne die Absprache mit der KNU geführt. Nach seiner Entlassung als Kommandeur gründete Saw Htein Maung mit seinen Getreuen die KNU/KNLA Peace Council und führte Waffenstillstands- und Friedensverhandlungen auf eigene Faust. Diese Verhandlungen waren am 11. Februar 2007 erfolgreich und die KNU/KNLA Peace Council konnte ihre Waffen behalten und Gebiete unter ihrer Kontrolle im Pa'an Distrikt autonom verwalten. Am 7. Februar 2012 unterzeichnete die KNU/KNLA Peace Council einen Vertrag, in dem sie sich verpflichtete, keine Angriffe auf von der Regierung kontrollierte Gebiete vorzunehmen, und die Regierung sich verpflichtete keine Angriffe auf Gebiete der Organisation vorzunehmen.  2015 unterschrieb die Gruppe das Nationale Waffenstillstandsabkommen mit der Zivilregierung.
Anfang 2023 unternahmen die KNLA und die People’s Defence Forces PDF Operationen gegen die Karen Border Guard Force BGF in der Umgebung von Shwe Kokko. Einige Einheiten der KNU/KNLA Peace Council beteiligten sich an den Gefechten auf Seiten der KNLA und PDF gegen die regierungsnahen Milizen der Democratic Karen Buddhist Organisation BGF. Die KNU/KNLA Peace Council Führung entließ danach 2 führende Offiziere, welche sich an der Stürmung der Fraud Factory beteiligt hatten.
2024 war die Positionierung der KNU/KNLA Peace Council im seit 2021 beginnenden Bürgerkrieg nicht klar. Einerseits beteiligte sich die KNU/KNLA Peace Council nicht an dem Angriff der KNLA auf die Stadt Myawaddy, anderseits tat sie nichts um die KNLA aufzuhalten, indem sie die Positionen der Regierungstruppen außerhalb der Stadt stärkte.

## Kontroversen
Dem KNU/KNLA Peace Council wird vorgeworfen, Zwangsrekrutierungen vorgenommen zu haben und Kindersoldaten eingesetzt zu haben. Auch wurde KNU/KNLA Peace Council vorgeworfen sich mehr um ihre wirtschaftliche Lage als sich um die Bevölkerung zu kümmern.

## Verwechslungsgefahr
Das KNU/KNLA Peace Council steht nicht unter dem Kommando der KNLA und wird nicht von der KNU kontrolliert, auch wenn der Name etwas anderes vermuten lässt.